# 利偉倫
利偉倫（1981年3月7日—），生於香港，是一名職業足球員，司職右後衛，現時效力香港甲組球會東區。

## 球員生涯
利偉倫出身於香港甲組足球聯賽老牌球會傑志，於2000年轉投保濟，效力一季後再轉會晨曦，2009年季中轉投南華。
2010年夏天，以借用身份由南華加盟天水圍飛馬。2012年夏天天水圍飛馬改名太陽飛馬，利偉倫正式加盟，並且擔任副隊長。
2013年10月24日，利偉倫宣布因為與朋友做生意而決定退役，10月26日於旺角球場對屯門的聯賽成為告別戰，轉任太陽飛馬青年軍教練。

## 外部連結
- 香港足球總會網站球員註冊資料（页面存档备份，存于）